# Dassault Mystère
Dassault MD 452 Mystère (fr. tajemnica) – francuski myśliwsko-bombowy samolot odrzutowy zbudowany przez firmę Dassault Aviation w latach 50. jako następca samolotu Dassault MD 450 Ouragan.

## Historia
Jeszcze przed dostarczeniem francuskim siłom powietrznym Armée de l’air samolotów Ouragan Marcel Dassault rozpoczął prace nad jego następcą, bazującą na MD 450, ale nowocześniejszą maszyną oznaczoną jako MD 452 Mystère I. Na początku 1951 został oblatany pierwszy prototyp maszyny, która tylko nieznacznie różniła się od Ouragana, poza skośnymi skrzydłami zamocowanymi pod kątem 30° do kadłuba i zmodyfikowanym usterzeniem ogonowym. Dwa kolejne prototypy były napędzane nowymi silnikami turboodrzutowymi Rolls-Royce Tay 250, które były ulepszoną, budowaną na licencji przez Hispano-Suiza, wersją silników Nene o ciągu 28 kN.
Doświadczenia zdobyte podczas testów prototypowych maszyn Mystère I doprowadziły do powstania dwóch kolejnych prototypowych maszyn Mystère IIA napędzanych silnikiem Tay i uzbrojonych w cztery działka HS.404 kalibru 20 mm, a następnie kolejnych czterech samolotów Mystère IIB, w których działka Hispano zastąpiono dwoma działkami rewolwerowymi DEFA kalibru 30 mm.
28 października 1951 Mystère IIA jako pierwszy francuski samolot przekroczył barierę dźwięku w kontrolowanym locie nurkowym.
Po rozpoczęciu produkcji serii informacyjnej jedenastu maszyn oznaczonych jako Mystère IIC, dziewięć z nich wyposażono w silnik SNECMA Atar 101C o ciągu 24,5 kN, a dwie ostatnie, eksperymentalnie w jednostkę napędową z dopalaczem SNECMA Atar 101F o ciągu maksymalnym 37,3 kN.

## Użycie bojowe samolotów Dassault Mystère IIC
Francuskie siły powietrzne zamówiły 150 maszyn w wersji Mystère IIC, z których pierwsza została oblatana w czerwcu 1954 i dostarczona w październiku tego samego roku. Samoloty serii produkcyjnej były uzbrojone w podwójne działko DEFA i napędzane silnikiem Atar 101D o ciągu 29,4 kN. Powiększono w nim również ogonowe powierzchnie sterowe, zmieniono wlot powietrza i inaczej rozwiązano zabudowę zbiorników paliwa. Prędkość maksymalna maszyny na niskim pułapie wynosiła 1030 km/h. Prawdopodobnie na dwóch węzłach pod skrzydłami można było, tak jak w samolocie Ouragan, podwiesić uzbrojenie.
Ostatni Mystère IIC został dostarczony w 1957 roku w czasie, gdy rozpoczęto ich wycofywanie do zadań szkoleniowych. Tak szybkie wycofanie maszyny było spowodowane tym, że w czasie, kiedy Mystère IIC osiągał pełnię zdolności operacyjnej oblatano już zdecydowanie lepszy samolot MD 454 Mystère IVA. Mimo to jako maszyna przejściowa Mystère IIC był wykorzystywany do szkolenia do 1963 roku.
Samolot ten nie został sprzedany nikomu, poza Armée de l’air, chociaż Izrael złożył zamówienie na 24 maszyny tego typu, ale ostatecznie zmienił zdanie zakupując w zamian nowocześniejsze Mystère IVA. Prawdopodobnie samoloty Mystère IIC nigdy nie zostały użyte bojowo.

## Pozostałe wersje
Poza Mystère II zbudowano jeszcze tylko jedną wersję oznaczoną jako Mystère IIIN (N od de Nuit – nocny), która została skonstruowana na bazie jednego z prototypów Ouragana. Samolot miał pełnić rolę myśliwca nocnego, dlatego przebudowano jego część dziobową montując w osłonie radar, a wloty powietrza przesuwając na boki kadłuba. Uzbrojenie maszyny stanowiły dwa działka DEFA. Oficjalnie Mystère IIIN był oznaczony jako MD 350-30-L, gdzie 30 oznaczało kaliber działek, a L boczne wloty powietrza. Napędzany silnikiem Tay prototyp został oblatany w lipcu 1952 roku. Planowano budowę kolejnych dwóch samolotów testowych, ale ostatecznie w grudniu 1953 zamknięto program rozwoju maszyny, decydując o budowie nocnego wariantu Mystère IV.